# 海天三路站
海天三路站（前称海天路站）位于中华人民共和国上海市浦东新区祝桥镇海天路，是上海地铁2号线的地铁车站，于2010年4月8日启用。

## 车站结构

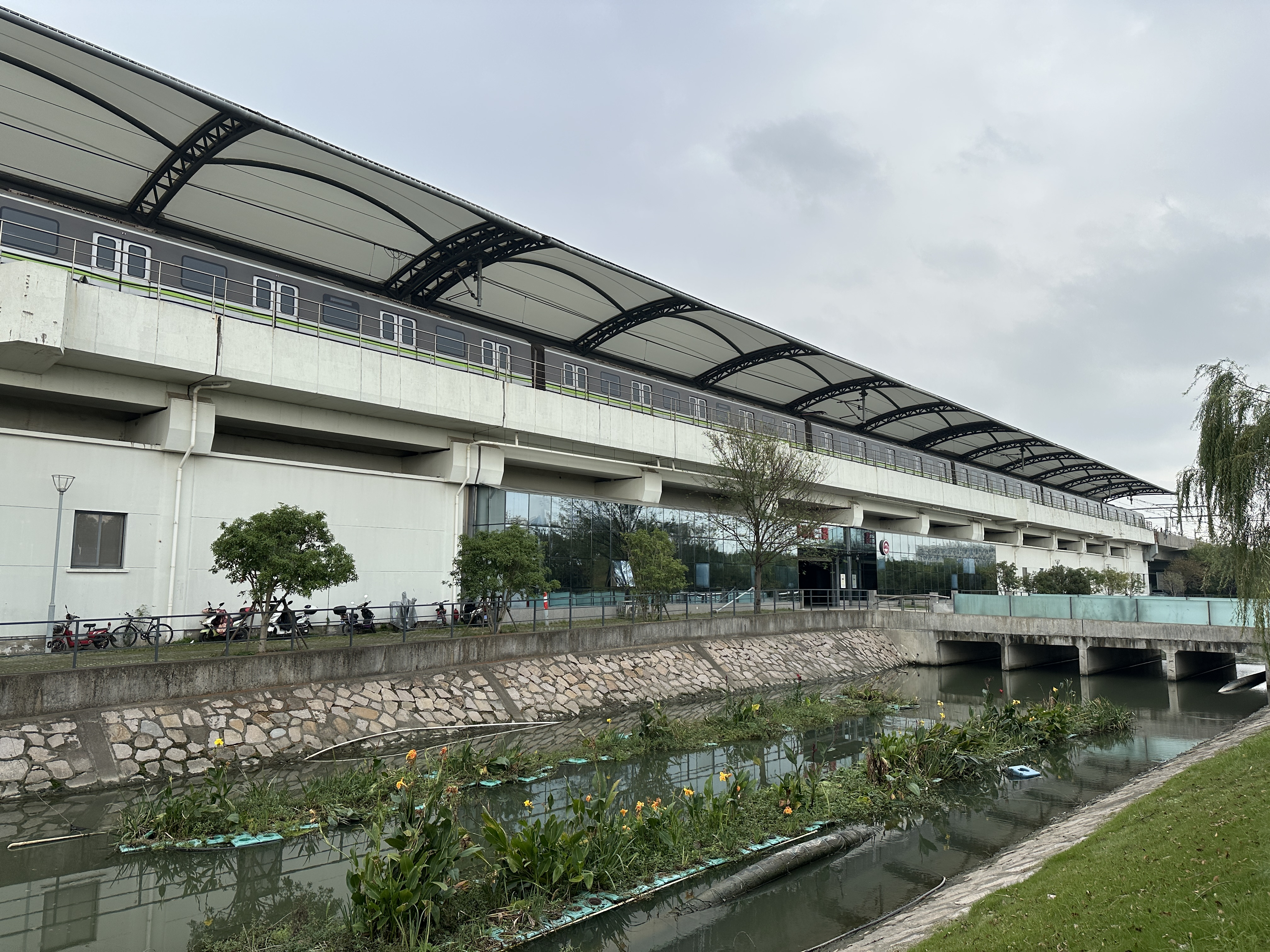
车站外观

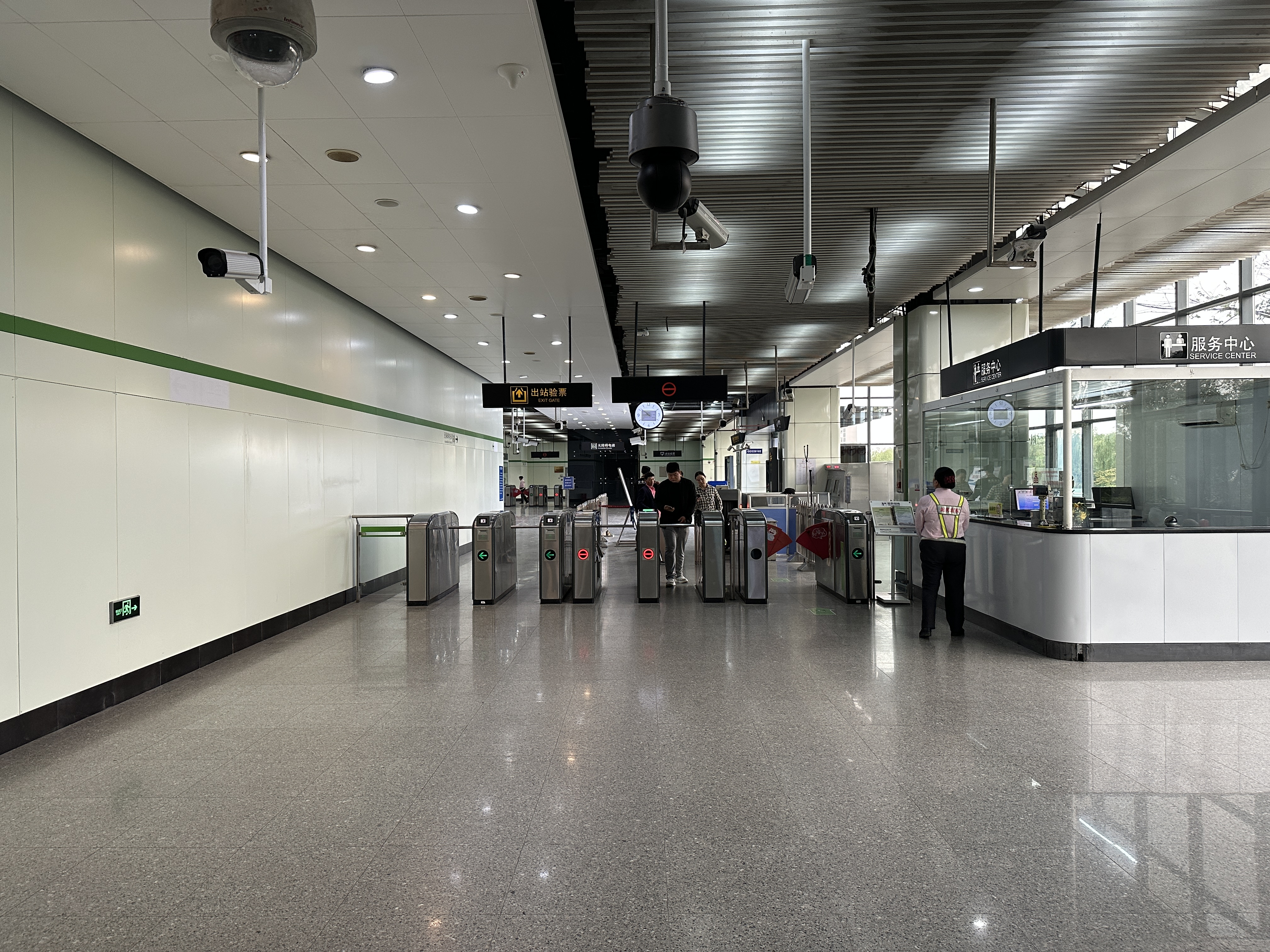
站厅

### 楼层分布
| 地上二层 | ①站台              | █ 2号线 往国家会展中心（远东大道）          |  |  |
|          | 岛式站台，左侧开门 |                                             |  |  |
|          | ②站台              | █ 2号线 往浦东1号2号航站楼（终点站）        |  |  |
| 地面层   | 站厅及出入口       | 1-2出入口、票务服务、自动售票机、人工服务台 |  |  |

### 车站出口
海天三路站共有2个出入口，各出入口如下所示：
| 出口编号 | 出口指示           | 照片 |
| -------- | ------------------ | ---- |
| 1 · 出口 | 东启航路，海天三路 |      |
| 2 · 出口 | 启航路             |      |

## 公交换乘
机场八线、机场环一线